# Paul Detlefsen
Paul Detlefsen (* 3. Oktober 1899 in Kopenhagen, Dänemark; † 1. August 1986 in Encinitas, Kalifornien) war ein dänisch-US-amerikanischer Maler und Spezialeffektkünstler, der 1945 in der Kategorie „Beste visuelle Effekte“  für die Filmbiografie Die Abenteuer Mark Twains für einen Oscar nominiert war.
Detlefsen hat sich einen Namen als Bildender Künstler, Schwerpunkt Malerei, gemacht, der bevorzugt heiter-nostalgische Szenen malte. Seine Bilder werden als Drucke reproduziert und finden sich auch in Kalendern wieder.

## Leben
Detlefsen wurde als Sohn eines Arztes in Dänemark geboren. Bevor es ihn als Karikaturist nach Hollywood zog, studierte er am Art Institute of Chicago. Nachdem er als Animator nicht den gewünschten Erfolg hatte, erstellte er Kulissen für Filme und wandte sich den Spezialeffekten zu.
Gleich für seinen ersten Film, die Literaturverfilmung Die Abenteuer Mark Twains mit Fredric March und Alexis Smith in den Hauptrollen, in dem er für die Spezialeffekte zuständig war, wurde Detlefsen 1945 zusammen mit John Crouse (fotografische Effekte) und Nathan Levinson (Soundeffekte) für einen Oscar in der Kategorie „Beste Spezialeffekte“ nominiert. Der Oscar ging jedoch an A. Arnold Gillespie, Donald Jahraus, Warren Newcombe und Douglas Shearer und den Kriegsfilm Dreißig Sekunden über Tokio.
Der nächste Film, an dem Detlefsen beteiligt war, war Howard Hawks’ Abenteuerverfilmung Haben und Nichthaben (1944) mit Humphrey Bogart und Lauren Bacall nach einem Roman von Ernest Hemingway. Die Zusammenarbeit mit Hawks, Bogart und Bacall wiederholte sich in dem Mystery-Kriminalfilm Tote schlafen fest (1946). Auf Bacall traf er auch in dem dramatischen Thriller Jagd im Nebel.
In der musikalischen Komödie Hollywood Canteen arbeitete er mit Bette Davis zusammen, ebenso wie in den Filmdramen Das grüne Korn (1945) und Die große Lüge (1946). Mit dem Regisseur Raoul Walsh ergab sich eine Zusammenarbeit in dem Fantasy-Musikfilm Der Engel mit der Trompete (1945), in dem auch Alexis Smith besetzt war, sowie in dem Action-Drama Der Held von Burma (1945). Errol Flynn spielte darin die Hauptrolle; auf ihn traf Detlefsen in dem romantischen Western Ein Mann der Tat (1945) erneut, auch Alexis Smith war wieder mit von der Partie.
In den Filmen Der Ring der Verschworenen (1944, mit Hedy Lamarr, Paul Henreid und Sydney Greenstreet), Drei Fremde (1946, mit Peter Lorre und Sydney Greenstreet) und Eine Lady für den Gangster (1946, mit John Garfield und Geraldine Fitzgerald) führte jeweils Jean Negulesco Regie, während Detlefsen für die Spezialeffekte zuständig war.
In dem Film-noir-Krimidrama Solange ein Herz schlägt (1945) mit Joan Crawford und Jack Carson ergab sich eine Zusammenarbeit mit dem Regisseur Michael Curtiz, ebenso wie in der dramatischen Musik-Biografie Tag und Nacht denk’ ich an Dich mit Cary Grant und Alexis Smith.
Der letzte seiner 23 Filme, an denen Detlefsen mitwirkte, das Filmdrama Escape Me Never, führte ihn wiederum mit Errol Flynn zusammen, der die Hauptrolle spielte. Bei dem Film handelt es sich um eine Neuverfilmung von Verlaß mich niemals wieder.
Detlefsen Mitwirkung an Filmen erstreckte sich auf den Zeitraum 1944 bis 1947, obwohl er dem Studio Warner Brothers mehr als 20 Jahre beratend zur Seite stand. In dieser Zeit begann auch seine Freundschaft mit Walt Disney. Detlefsens Haupttätigkeit bestand im Malen von Bildern. Diese wurden lithografiert, reproduziert und fanden vielfältige Verwendung. Sein erster Kalender, der 1951 veröffentlicht wurde, umfasste die „Gute alte Zeit“ und konzentrierte sich hauptsächlich auf Landschaften. Einer Schätzung der UPI aus dem Jahr 1969 zufolge, hatten zu diesem Zeitpunkt 80 Prozent aller Amerikaner schon einmal Arbeiten von ihm gesehen.
Zusammen mit seiner Frau Shelly zog Detlefsen 1964 nach Encinitas in Kalifornien, wo er sich bis zu seinem Tod im Jahr 1986 überwiegend seiner Malerei widmete.

## Filmografie
- 1944: Die Abenteuer Mark Twains (The Adventures of Mark Twain)
- 1944: Haben und Nichthaben (To Have and Have Not)
- 1944: Der Ring der Verschworenen (The Conspirators)
- 1944: The Very Thought of You
- 1944: Hollywood Canteen
- 1945: Der Held von Burma (Objective, Burma!)
- 1945: Eine Frau mit Unternehmungsgeist (Roughly Speaking)
- 1945: Hotel Berlin
- 1945: Das grüne Korn (The Corn Is Green)
- 1945: God Is My Co-Pilot
- 1945: Der Engel mit der Trompete (The Horn Blows at Midnight)
- 1945: Escape in the Desert
- 1945: Pillow to Post
- 1945: Solange ein Herz schlägt (Mildred Pierce)
- 1945: Jagd im Nebel (Confidential Agent)
- 1945: Too Young to Know
- 1945: Ein Mann der Tat (San Antonio)
- 1946: Drei Fremde (Three Strangers)
- 1946: Tag und Nacht denk’ ich an Dich (Night and Day)
- 1946: Of Human Bondage
- 1946: Die große Lüge (A Stolen Life)
- 1946: Tow Guys from Milwaukee
- 1946: Tote schlafen fest (The Big Sleep)
- 1946: Shadow of a Woman
- 1946: Eine Lady für den Gangster (Nobody lives forever)
- 1946: Die Bestie mit den fünf Fingern (The Beast with five Fingers)
- 1947: Escape Me Never

## Auszeichnung
- 1945: Oscarnominierung für Die Abenteuer Mark Twains